# Консерватория Санта-Чечилия

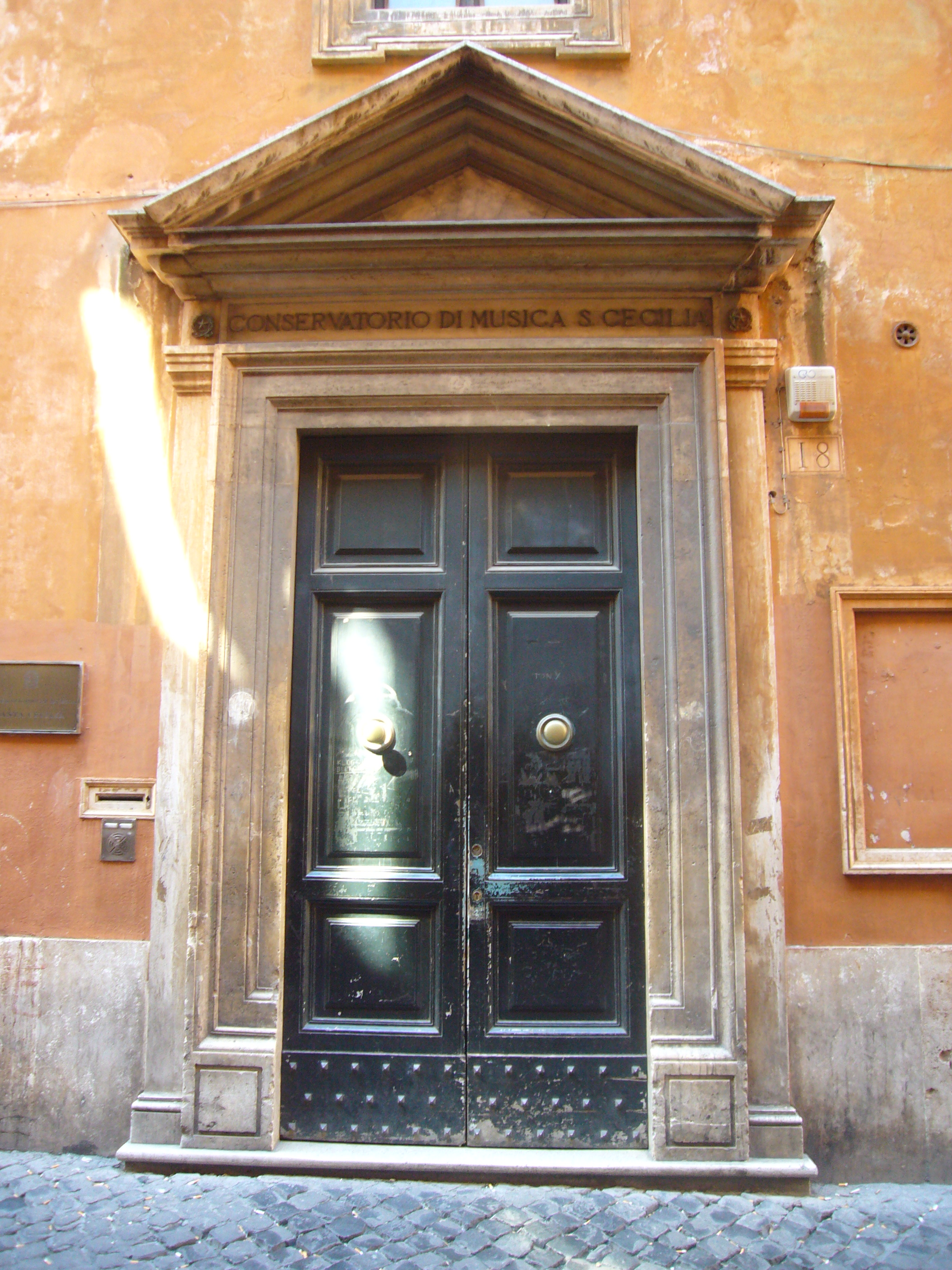
Вход в консерваторию Санта-Чечилия (Рим)

Консерватория Санта-Чечилия (полное оригинальное название: Conservatorio statale di musica «Santa Cecilia», Государственная музыкальная консерватория Санта Чечилия) — высшее музыкальное учебное заведение в Риме, одна из наиболее значительных итальянских консерваторий. Расположена на via dei Greci, 18.

## Исторический очерк
Как и Академия Санта-Чечилия, консерватория считает своей далёкой предшественницей «Конгрегацию римских музыкантов» (Congregazione de' musici di Roma), основанную в 1585 году в Риме по указу папы Сикста V. В задачи конгрегации поначалу входило готовить церковных певчих и инструменталистов.
В 1870 г. Джованни Сгамбати и Этторе Пинелли основали Музыкальный лицей при Академии Санта-Чечилия, в котором изначально были только два исполнительских класса — фортепиано и скрипки. Авторитет лицея быстро рос. В 1876 г. министр позволил школе переехать в бывшее здание монастыря урсулинок на Via dei Greci. Учреждение стало официальным и торжественно открылось в присутствии короля Умберто I и его супруги в 1877 г. В 1886 г. в лицее были представлены классы композиции, пения, органа, фортепиано, скрипки, альта, виолончели и контрабаса, флейты, гобоя, фагота, валторны, кларнета, трубы, тромбона, арфы, ударных инструментов, а также элементарной теории и истории музыки.
По мере расширения лицей приобретал всё большую финансовую независимость от Академии. В 1919 г. он выделился из состава Академии и стал автономным государственным учреждением культуры. В 1923 получил нынешнее официальное название «Консерватория Санта-Чечилия».

## Известные педагоги
- Пьетро Боккаччини
- Ферруччо Виньянелли
- Альфредо Казелла
- Антонио Котоньи
- Нино Пирротта
- Ильдебрандо Пиццетти
- Реми Принчипе
- Ремиджио Ренци
- Отторино Респиги
- Пьетро Скарпини
- Рената Скотто
- Станислао Фальки
- Франко Феррара

## Известные ученики
- Беньямино Джильи
- Эннио Морриконе
- Роман Влад
- Франко Донатони
- Карло Мария Джулини
- Феликс Айо
- Аурелио Джорни
- Алессио Аллегрини
- Тибор Фрешо
- Анна Моффо
- Чечилия Бартоли
- Суми Йо
- Нино Рота